# Андерсон, Лони
Лони Кэй Андерсон (англ. Loni Kaye Anderson; 5 августа 1945, Сент-Пол — 3 августа 2025, Лос-Анджелес, Калифорния) — американская актриса. Номинантка на премии «Эмми» и «Золотой глобус».

## Ранние годы
Андерсон родилась в Сент-Поле, штат Миннесота, в семье модели и химика. После окончания средней школы она поступила в Миннесотский университет.

## Карьера

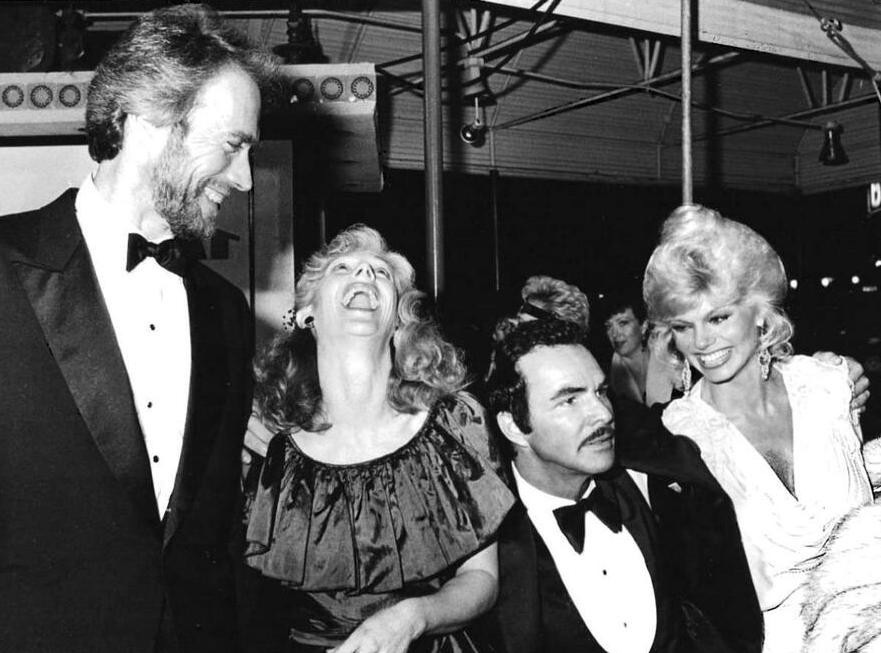
Клинт Иствуд, Сондра Локк, Бёрт Рейнольдс и Лони Андерсон на премьере фильма «Заваруха в городе» (1984)

Лони Андерсон добилась известности благодаря образу ярких и комичных блондинок в кино и на телевидении. Наибольшего признания достигла после роли Дженнифер Марлоу в комедийном сериале «Радио Цинциннати» (1978—1982) о работниках радио в Цинциннати. Эта роль принесла ей две номинации на премию «Эмми» и три на «Золотой глобус». После завершения сериала она дебютировала с главной женской ролью на большом экране в фильме «Гонщик Строкер» с Бертом Рейнолдсом, который стал как коммерчески, так и критически провальным, а Андерсон была номинирована на премию «Золотая малина» за худшую женскую роль.
Лони Андерсон сыграла главные роли в нескольких недолго просуществовавших комедийных сериалах, таких как «Партнёры по преступлению» (1984), «Лёгкий путь» (1986—1987) и «Медсёстры» (1993—1994). Она сыграла роль Джейн Мэнсфилд в телефильме 1980 года «История Джейн Мэнсфилд», и Телмы Тодд в телефильме 1991 года «Загадочное убийство Телмы Тодд».

## Личная жизнь
Лони Андерсон была замужем четыре раза. Первыми двумя мужьями были Брюс Хоссильберг (1964—1966) и Росс Бикелл (1973—1981). На съёмках фильма «Гонщик Строкер» она познакомилась с Бертом Рейнолдсом и в 1988 году вышла за него замуж. Их брак регулярно привлекал внимание жёлтой прессы, а развелись они в 1993 году. В 2008 году она вышла замуж в четвёртый раз, за музыканта Боба Флика. У Андерсон двое детей, дочь Дейдра Хоффман от брака с Хоссильбергом, и приёмный сын Куинтон Андерсон Рейнольдс от брака с Рейнольдсом.
Андерсон умерла 3 августа 2025 года в возрасте 79 лет после продолжительной болезни, не дожив до 80-летнего юбилея всего два дня.

## Фильмография
| Год       |    | Русское название                        | Оригинальное название                           | Роль                                |
| --------- | -- | --------------------------------------- | ----------------------------------------------- | ----------------------------------- |
| 1966      | ф  | Невада Смит                             | Nevada Smith                                    | брюнетка в салуне                   |
| 1975      | с  | Спецназ                                 | S.W.A.T.                                        | мисс Техас / учитель рисования      |
| 1975      | с  | Человек-невидимка                       | The Invisible Man                               | Андреа Ганновер                     |
| 1975      | с  | Женщина-полицейский                     | Police Woman                                    | официантка                          |
| 1976      | ф  | Банда защитников                        | Vigilante Force                                 | Пичес                               |
| 1976      | с  | Полицейская история                     | Police Story                                    | официантка                          |
| 1976      | с  | Барнаби Джонс                           | Barnaby Jones                                   | Ди Ди Дэнверс / Джоанна Морган      |
| 1977—1980 | с  | Лодка любви                             | The Love Boat                                   | Барби / Китти Скофилд / Ким Холланд |
| 1978      | тф | Трое на свидании                        | Three on a Date                                 | Анджела Росс                        |
| 1978—1982 | с  | Радио Цинциннати                        | WKRP in Cincinnati                              | Дженнифер Марлоу                    |
| 1978      | с  | Невероятный Халк                        | The Incredible Hulk                             | Шейла Кантрелл                      |
| 1978      | с  | Трое — это компания                     | Three’s Company                                 | Сьюзан Уолтерс                      |
| 1980      | тф | История Джейн Мэнсфилд                  | The Jayne Mansfield Story                       | Джейн Мэнсфилд                      |
| 1980      | с  | Остров фантазий                         | Fantasy Island                                  | Ким Холланд                         |
| 1981      | тф | Шипение                                 | Sizzle                                          | Джули Дэвис                         |
| 1983      | ф  | Гонщик Строкер                          | Stroker Ace                                     | Пембрук Фини                        |
| 1984      | ф  | Одинокий парень                         | The Lonely Guy                                  | играет себя                         |
| 1984      | тф | Тайная жизнь моей матери                | My Mother’s Secret Life                         | Эллен Блейк                         |
| 1984      | с  | Партнёры по преступлению                | Partners in Crime                               | Сидни Ковак                         |
| 1985      | с  | Удивительные истории                    | Amazing Stories                                 | Лав                                 |
| 1986—1987 | с  | Лёгкий путь                             | Easy Street                                     | Л. К. Макгуайр                      |
| 1988      | тф | Слишком хорошо, чтобы быть правдой      | Too Good to Be True                             | Эллен Берент                        |
| 1989      | мф | Все псы попадают в рай                  | All Dogs Go to Heaven                           | Фло                                 |
| 1990      | тф | Монеты в фонтане                        | Coins in the Fountain                           | Леа                                 |
| 1990      | тф | Убрать с дороги                         | Blown Away                                      | Лорен                               |
| 1990      | с  | Страйкер                                | B.L. Stryker                                    | Дон Сент Клэр                       |
| 1991      | тф | Загадочное убийство Телмы Тодд          | White Hot: The Mysterious Murder of Thelma Todd | Телма Тодд                          |
| 1991—1992 | с  | Новое радио Цинциннати                  | The New WKRP in Cincinnati                      | Дженнифер Марлоу                    |
| 1992      | ф  | Манчи                                   | Munchie                                         | Кэти                                |
| 1993      | с  | Пустое гнездо                           | Empty Nest                                      | Кейси Макафи                        |
| 1993—1994 | с  | Медсёстры                               | Nurses                                          | Кейси Макафи                        |
| 1995      | с  | Правосудие Берка                        | Burke’s Law                                     | Клаудия Лоринг                      |
| 1996      | с  | Мелроуз-Плейс                           | Melrose Place                                   | Тери Карсон                         |
| 1997      | с  | Сабрина — маленькая ведьма              | Sabrina the Teenage Witch                       | Расин                               |
| 1998      | ф  | Три ниндзя: Жаркий полдень на горе Мега | 3 Ninjas: High Noon at Mega Mountain            | Медуза                              |
| 1998      | ф  | Ночь в Роксбери                         | A Night at the Roxbury                          | Барбара Бутаби                      |
| 1998      | с  | Бестолковые                             | Clueless                                        | Барбара Кольер                      |
| 1999      | с  | V.I.P.                                  | V.I.P.                                          | Кэрол Айронс                        |
| 2003—2004 | с  | Мюллеты                                 | The Mullets                                     | Манди Мюллет-Хайдекер               |
| 2006      | с  | Столь известный                         | So Notorious                                    | Кики Спеллинг                       |
| 2016      | с  | Папочка                                 | Baby Daddy                                      | Нана Лайл                           |
| 2023      | тф | Леди 80-х — Рождество див               | Ladies of the ’80s: A Divas Christmas           | Лили Марлоу                         |